# Le canzoni di Topo Gigio
Le canzoni di Topo Gigio è il primo album di Topo Gigio pubblicato nel 1963. Ci sono varie cover di canzoni famose: Mamma di Beniamino Gigli, Uno per tutte di Tony Renis, Giovane giovane di Pino Donaggio.
La voce è quella di Peppino Mazzullo.

## Tracce
LATO A
- Cosa dici mai (Guido Stagnaro/Corrado Comolli) - 2:03
- Non lo faccio più (Antonietta De Simone/Edilio Capotosti) - 2:48
- Uno per tutte (Alberto Testa/Tony Renis) - 3:21
- Nonna Gelsomina (Guido Stagnaro/Corrado Comolli) - 2:05
- La zanzara (Paola Pitagora, Franco Maresca/Mario Pagano) - 2:45
- Mamma (Bixio Cherubini/Cesare Andrea Bixio) - 3:10

LATO B
- Girotondo di Topo Gigio (Franco Migliacci, Guido Stagnaro/Lino Tabasso) - 2:05
- I tre corsari (Luciano Beretta/Corrado Comolli) - 2:55
- Giovane giovane (Alberto Testa/Pino Donaggio) - 2:48
- La giostra del carillon (Sandro Tuminelli/Jacqueline Perrotin) - 2:45
- Bianco Natale (Alberto Curci) - 2:40
- La canzone della slitta (Angelo Giacomazzi) - 2:50